# Патерн Авраншский
Патерн (Патье; лат. Paternus, фр. Patier; около 480, Пуатье — около 565, Авранш) — епископ Авранша (около 552 — около 565); святой, почитаемый в Римско-католической церкви (дни памяти — 15 и 16 апреля).

## Биография

### Исторические источники
О жизни Патерна известно из его жития, написанного Венанцием Фортунатом. Современные историки считают это сочинение весьма достоверным историческим источником, особую ценность которому придаёт то, что он написан лицом, лично знавшим некоторых участников упомянутых в нём событий.

### Отшельничество
Патерн родился в конце V века (возможно, около 480-го года) в одной из знатных семей Пуатье. Его отцом был Патран, занимавший одну из важных городских должностей, но вскоре после рождения сына ставший отшельником. Имея перед собой пример отца, Патерн ещё в ранней юности избрал духовную карьеру. Он стал монахом в одном из монастырей Галлии, который Венанций Фортунат называл Ансьон и который современные историки отождествляют с аббатством, позднее известным как Сен-Жюн-ан-Пуату или Сен-Жюн-де-Марн. Здесь Патерн занимал должность келаря.
Желая найти более удобное место для духовных бдений, Патерн уехал из своей обители в Уэльс, где основал монастырь, получивший впоследствии название Лланбадарн Фор (около Аберистуита).
Однако вскоре Патерн покинул Британию и, вернувшись в Галлию, поселился в окрестностях Кутанса. Ища уединения, он вместе со своим другом Скубилоном построил келью в лесу Скиси. Уже вскоре слава об этих подвижниках распространилась по округе. Желая находиться рядом со столь праведными людьми, вблизи жилища Патерна и Скубилона построили свои кельи ещё несколько лиц. Через три года после основания Патерном и Скубилоном скита, об их общине узнал кутанский епископ Леонтий. Этот прелат убедил её членов заняться христианским просвещением местных жителей, среди которых всё ещё были сильны пережитки языческих верований. Для этого Патерн был возведён в сан диакона, а его товарищи по общине были определены ему в помощники.
В течение следующих приблизительно тридцати лет Патерн вёл миссионерскую деятельность среди жителей северных областей Франкского государства. Его трудами было основано несколько монастырей, находившихся не только в окрестностях Кутанса, но и близлежащих епархиях — Байёской, Ле-Манской, Авраншской и Реннской. В житии Патерна упоминается о нескольких чудесах, якобы произошедших по его молитвам. Слава о столь благочестивом человеке достигла даже королевского двора в Париже, и Патерн был приглашён в столицу Нейстрии, чтобы лично предстать перед королём Хильдебертом I.

### Епископ Авранша
Приблизительно в 552 году Патерн был избран главой Авраншской епархии, став преемником скончавшегося епископа Эгидия. В это время он был уже семидесятилетним старцем, однако и взойдя на епископскую кафедру он не прекратил вести миссионерскую деятельность среди населения вверенных под его окормление земель. Известно, что уже будучи епископом Патерн основал несколько монастырей, в том числе, в лесу Скиси.
Возможно, что Патерн Авраншский тождественен тому «епископу Патерну», который в 557 году участвовал в церковном соборе в Париже.
Патерн умер около 565 года. Он скончался в Авранше 16 апреля во время пасхальных праздников, по свидетельству средневековых источников, быв главой епархии тринадцать лет. В житии Патерна упоминается, что всё это время епископ провёл в заботах о возведении новых церквей и в благотворительной помощи бедным. Кутанский епископ Лауд похоронил его в молельне обители в Скиси, там же, где был погребён и умерший в один день с Патерном его сотоварищ Скубилион. Новым епископом Авранша был избран Саньер, продолживший деятельность своего друга и предшественника по распространению христианства в северных областях Франкского государства.

### Посмертное почитание

Герб города Сен-Пер-сюр-Мер

Уже в Средневековье на территории современной Нормандии культ святого Патерна получил широкое распространение. Также и в настоящее время Патерн почитается в лике святых в Римско-католической церкви. День его поминовения в Авраншской епархии отмечается 16 апреля, а в «Римском мартирологе» днём памяти Патерна названо 15 апреля. Почитание святого 15 апреля основывается на одном из средневековых списков «Мартиролога Иеронима».
На месте молельни, где был похоронен Патерн, впоследствии было основано селение Сен-Пер-сюр-Мер. В здешней приходской церкви, а также в некоторых других христианских храмах Северной Франции, до сих пор хранятся реликвии святого Патерна. Он является святым покровителем нескольких монастырей, а также нескольких селений в Нормандии. На гербе города Сен-Пер-сюр-Мер в аллегорической форме изображены пять почитаемых со Средневековья местных святых: Патерн, Гауд, Ароаст, Скубилион и Саньер.